# Fermín Emilio Sosa Rodríguez
Fermín Emilio Sosa Rodríguez (Izamal, 12 aprile 1968) è un arcivescovo cattolico messicano, dal 17 novembre 2023 nunzio apostolico in Bolivia.

## Biografia
Nasce ad Izamal, nello Yucatán e nell'arcidiocesi di Yucatán, il 12 aprile 1968.

### Formazione e ministero sacerdotale
Entrato nel seminario dell'arcidiocesi di Yucatán a Mérida, è ordinato diacono il 29 aprile 1998.
Il 12 luglio 1998 è ordinato presbitero per l'arcidiocesi di Yucatán, nella basilica di Nostra Signora di Guadalupe a Città del Messico, dal cardinale Darío Castrillón Hoyos, prefetto della Congregazione per il clero.
Nell'ottobre di quello stesso anno entra nella Pontificia accademia ecclesiastica, per poi entrare nel servizio diplomatico della Santa Sede. Il 20 novembre 2002 consegue il dottorato in diritto canonico presso la Pontificia Università Gregoriana con una dissertazione intitolata La necesaria libertad para acceder a las órdenes sagradas a la luz del c. 1026. e relatore padre Gianfranco Ghirlanda. Svolge diversi incarichi in varie rappresentanze pontificie: da quella in Papua Nuova Guinea a quella in Costa d'Avorio, da quella in Burkina Faso a quella negli Stati Uniti d'America e, infine, da quella in Canada a quella in Serbia.

### Ministero episcopale
Il 31 marzo 2021 papa Francesco lo nomina nunzio apostolico in Papua Nuova Guinea; succede a Kurian Mathew Vayalunkal, precedentemente nominato nunzio apostolico in Algeria. Contestualmente gli viene affidata la sede titolare di Viruno, con il titolo personale di arcivescovo. Il 19 giugno seguente riceve l'ordinazione episcopale, nel santuario mariano di Nostra Signora dell'Immacolata Concezione ad Izamal, dal cardinale Pietro Parolin, co-consacranti gli arcivescovi Gustavo Rodríguez Vega e Emilio Carlos Berlie Belaunzarán.
Il 16 dicembre dello stesso anno è nominato nunzio apostolico nelle Isole Salomone.
Il 17 novembre 2023 è nominato nunzio apostolico in Bolivia.

## Genealogia episcopale
La genealogia episcopale è:
- Cardinale Scipione Rebiba
- Cardinale Giulio Antonio Santori
- Cardinale Girolamo Bernerio, O.P.
- Arcivescovo Galeazzo Sanvitale
- Cardinale Ludovico Ludovisi
- Cardinale Luigi Caetani
- Cardinale Ulderico Carpegna
- Cardinale Paluzzo Paluzzi Altieri degli Albertoni
- Papa Benedetto XIII
- Papa Benedetto XIV
- Papa Clemente XIII
- Cardinale Bernardino Giraud
- Cardinale Alessandro Mattei
- Cardinale Pietro Francesco Galleffi
- Cardinale Giacomo Filippo Fransoni
- Cardinale Antonio Saverio De Luca
- Arcivescovo Gregor Leonhard Andreas von Scherr, O.S.B.
- Arcivescovo Friedrich von Schreiber
- Arcivescovo Franz Joseph von Stein
- Arcivescovo Joseph von Schork
- Vescovo Ferdinand von Schlör
- Arcivescovo Johann Jakob von Hauck
- Vescovo Ludwig Sebastian
- Cardinale Joseph Wendel
- Arcivescovo Josef Schneider
- Vescovo Josef Stangl
- Papa Benedetto XVI
- Cardinale Pietro Parolin
- Arcivescovo Fermín Emilio Sosa Rodríguez